# Фролов, Владимир Петрович
Влади́мир Петро́вич Фроло́в (6 февраля 1967, Ленинград, РСФСР, СССР — 10 марта 2022, Мариуполь, Донецкая область, Украина) — российский генерал-майор, заместитель командующего 8-й армией, погибший во время вторжения России на Украину. Герой ДНР, Герой Российской Федерации (2023, посмертно).

## Биография
Владимир Фролов родился в семье ветерана Великой Отечественной войны. 
С 1984 года служил в Вооружённых силах СССР/Российской Федерации, курсант Свердловского высшего военно-политического танко-артиллерийского училища имени Л. И. Брежнева. Позже окончил Общевойсковую академию ВС РФ и Военную академию Генерального штаба ВС РФ.
Участвовал в российской военной операции в Сирии.
После начала российского вторжения на Украину, в осаде Мариуполя активно участвовала 8-я общевойсковая армия, заместителем командующего которой был Фролов. 

10 марта 2022 года, согласно версии, опубликованной впоследствии российскими СМИ со ссылкой на спикера парламента ДНР Артема Жогу, был убит украинским снайпером. О его смерти российские официальные лица объявили 16 апреля 2022 года. В тот же день его похоронили с воинскими почестями на Серафимовском кладбище Санкт-Петербурга. В церемонии принял участие губернатор Санкт-Петербурга Александр Беглов.

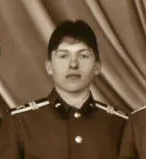
Командир отделения младший сержант Фролов Владимир Петрович в годы обучения в военном училище

## Награды
Герой России (2023, посмертно).

## Память
В сентябре 2024 года в Мариуполе установлен бюст Фролова, также его именем названа городская средняя школа № 4.